# Nicodim Bulzesc
Nicodim Bulzesc (n. 22 ianuarie 1955) este un politician democrat din România, de profesie inginer. La alegerile europarlamentare din 2007 a fost ales eurodeputat din partea PD.
1. ↑  Deputații în Parlamentul European